# Théologie naturelle
 (octobre 2016).
Si vous disposez d'ouvrages ou d'articles de référence ou si vous connaissez des sites web de qualité traitant du thème abordé ici, merci de compléter l'article en donnant les références utiles à sa vérifiabilité et en les liant à la section « Notes et références ».
La théologie naturelle (du latin, theologia naturalis) est un courant théologique qui consiste à connaître Dieu à partir de l'expérience du monde, autrement dit de la nature, ici entendue comme concept.

## Doctrine
Toutes les religions qui voient dans les phénomènes ordinaires ou extraordinaires qui les entourent, des manifestations du sacré ou de divinités, dessinent un cadre naturel au sein duquel se nouent les théologies.
Le concept de nature est une notion polysémique, à multiples sens. Pour ne pas complexifier le contenu, l'article présent le comprendra dans le sens intuitif de l'environnement physique et biologique qui entoure et que perçoivent les hommes.
On[Qui ?] peut envisager deux positions extrêmes (et donc caricaturales), qui constituent des déviations théologiques et la position conforme à l'orthodoxie de toutes les traditions[non neutre] :
1. La première position, qui insiste sur l'immanence, est celle qui confond la nature avec le divin. Le panthéisme est le représentant de cette polarité. La pensée philosophique de Spinoza pourrait figurer ce pôle, quoique son discours soit plus complexe qu'il n'y paraît. Les traditions dites orientales comme l'Hindouisme peuvent laisser penser qu'elles se situent dans ce cas de figure, mais en fait elles reconnaissent également la toute transcendance de Dieu.
2. La seconde position qui insiste sur la transcendance, est celle qui sépare totalement le divin de la nature, le monde serait la création d'un démiurge, éventuellement malin, tandis que Dieu serait indifférent à l'univers naturel, ce qui renforce l'interdit de la représentation.
Même si les traditions strictement monothéistes peuvent apparaître comme défendant cette position, elles admettent également que Dieu est connaissable à travers sa création, qu'il s'agisse du judaïsme, du christianisme mais également de l'islam, qui considère par exemple que la création constitue des signes de Dieu.
3. La troisième position est celle qui estime que Dieu est distinct du monde, mais qu'il est connaissable à travers des signes, des indices ou des analogies, toutes les traditions orthodoxes ont une théologie qui comporte cet équilibre entre immanence et transcendance. Cet équilibre constitue donc un critère d'orthodoxie valable pour toutes les traditions de l'humanité[non neutre].

## Théologie biblique
En théologie biblique, les textes concernant la création et les relations de Dieu au monde sont multiples, et peuvent être trouvés dans d'autres livres que celui de la Genèse.
- Le premier récit de la Genèse est une mise en scène dans le cadre de sept jours qui ouvre sur l'histoire du salut. Chaque journée fait apparaître les êtres selon un ordre de dignité qui s'achève au sixième jour, avec la création des animaux terrestres et de l'homme. Le septième jour est celui du repos divin. Le récit est poétique, mais aussi parfois ironique à l'égard de récits contemporains égyptiens, perses ou mésopotamiens. Le fond est celui d'une grande fluidité chaotique. La création de la lumière précède celle de l'espace, celle des nuits et des jours et surtout celle du Soleil, réduit au rôle de luminaire. La Terre et le ciel existent avant la séparation d'eaux du dessus et d'eaux du dessous. L'homme est créé le même jour que les animaux, mais il est doté d'une spécificité unique : il est, comme homme et femme, image de Dieu.

- Le second récit de la Genèse est plus anthropocentrique. Dieu crée d'abord l'homme, tiré à la fois du sol et du souffle divin. Puis seulement, il crée un environnement sous la figure du jardin. Plantes, arbres, puis animaux apparaissent, et sont chargés de les nommer. C'est dans ce cadre qu'est engagé ce qu'on a appelé à tort la « tentation » autour de l'arbre de la connaissance du bien et du mal.

- Un autre texte significatif est le vaste récit du livre de Job 38-39 où la création est présentée comme œuvre de la sagesse divine, avec une poésie qui dévoile à la fois la puissance et la délicatesse du Dieu créateur. Il est destiné à apaiser la révolte de Job dans sa souffrance.

- De nombreux psaumes évoquent la création, mais deux d'entre eux sont remarquables. Le psaume 8 qui met en contraste la grandeur de la nature face à la petitesse de l'homme, et surtout le magnifique psaume 104 qui développe une fresque de l'univers qui complète à travers de multiples anecdotes vivantes ce que le premier récit de la Genèse avait de formaliste.

- D'autres récits de création peuplent çà et là le texte biblique et nuancent les images trop caricaturales transmises à travers l'histoire théologique et spirituelle et exclusivement axées sur les récits de la Genèse.

L'idée d'une création ex nihilo (à partir du néant) est tardive et furtive. Elle prendra son sens dans le contact des juifs et des chrétiens avec la métaphysique grecque.
La Seconde Alliance, plus centrée sur le salut de l'homme et la personne du Christ, est moins sensible à une théologie de la création. On notera toutefois deux pistes essentielles à l'évolution future de la théologie :
- La pensée de Paul, notamment dans les épîtres de la fin de sa vie, intègre la nature dans le plan du salut. « La création gémit en travail d'enfantement » (Rm 8,22), dit-il, un enfantement qui est celui de la nouvelle création dans le Christ.
- L'évangile de Jean et son Apocalypse développent un salut qui se fait souvent sur fond de combat et de salut de la création entière. Déjà, le Prologue ainsi que quelques passages précis de l'évangile johannique proposent une vision de la création par la Parole qui déborde l'idée d'un Dieu venu au secours des hommes. Le Verbe de Dieu, dimension divine préexistante du Christ, anticipe l'idée d'une rédemption simplement humaine.
- L'apocalypse développe l'idée un salut qui engage toutes les forces de la nature et qui s'achève dans une cité, la Jérusalem céleste. L'homme sauvé s'accomplit dans une nouvelle création.

Plus globalement, le christianisme biblique, héritier en cela du judaïsme et des courants de la Sagesse orientale, qui fonde son intuition et son développement sur l'alliance historique et cosmique de Dieu avec l'humanité, exprime une vision très positive de la nature. La résurrection n'est pas une survie d'une âme désincarnée, mais bien la renaissance du corps et de tout le tissu lié à son existence dans un environnement naturel. C'est seulement sous l'influence de la gnose et d'un néoplatonisme dégénéré que le mépris de la chair et du corps va surgir et derrière ce mépris, une désacralisation puis un désenchantement de la nature qui prendra tout son essor à partir de la modernité.

## Théologie classique
Au cours de la Réforme protestante au XVIe siècle, puis la naissance de la modernité, la théologie a été entraînée dans les nouveaux paradigmes apparus à cette époque. Elle subit notamment les effets des multiples dualismes apparus dans la philosophie et la culture : séparation esprit-matière, corps-âme, sujet-objet, culture-nature etc. La théologie notamment va développer un dualisme « nature-surnature » qui va vider la nature de son contenu : on ne sait plus trop ce que signifie la relation entre création et nature.
- L'Affaire Galilée met en évidence l'opposition de deux conceptions : celle, défendue par exemple par Robert Bellarmin [réf. nécessaire], selon laquelle il y a une continuité cosmique de la Terre vers le divin (via la sphère étoilée) ; celle de Galilée, qui est bien sûr celle qui va de soi aujourd'hui, selon laquelle l'univers est homogène et isotrope, et que Dieu est au-delà de toute visibilité.
- Le débat Leibniz-Newton est dans ce contexte assez significatif de la nouveauté conceptuelle. Newton défend une nature encore habitée par un sensum divin qui agit pour maintenir un ordre qui n'existerait plus si Dieu n'y mettait pas la main. Leibniz lui, va revendiquer l'autonomie totale de la nature, réservant l'action de Dieu à la grâce qui agit auprès des hommes. L'idée de la pichenette initiale moquée par Pascal fait désormais son chemin.

Bref, la nature ne parle plus. Les objets inanimés n'ont plus d'âme, et avec les progrès des sciences, ce sont aussi les objets animés qui la perdent.
- Les tentatives de théodicée vident également la théologie de son contenu originel biblique et de la vision patristique et médiévale d'une nature signe ou symbole de Dieu.

La question de la création du monde va glisser et se réduire à celle de la création de l'homme. Désormais, c'est la situation existentielle de l'homme dans une nature morte ou indifférente qui va recouvrir l'ancienne représentation où le cosmos parlait de Dieu.
La théologie orientale est restée fidèle aux intuitions patristiques. L'univers parle toujours de Dieu par signes, et la théologie des icônes (pour laquelle les images, moyennant un certain nombre de contraintes, ouvrent sur le divin) offre une bonne analogie de cette fidélité.

## Théologie contemporaine
L'évolution des sciences de la nature d'une part, la montée des philosophies du sujet et de leurs dérivées d'autre part, a déstabilisé les théologies anciennes et classiques de la nature. Les sciences ont découpé le réel pour l'étudier en de multiples spécialités, selon des méthodologies toutes aussi multiples. Les représentations globales sont devenues difficiles à imaginer et plus encore à construire. Les philosophies du sujet ont montré qu'il devenait quasiment impossible, sans de multiples précautions épistémologiques, de se représenter une réalité ultime. Les médiations phénoménologique ou herméneutique sont devenues indispensables.
L'expérience a quand même été tentée. Trois penseurs sont à remarquer :
- Jésuite français, paléontologue et géologue, Pierre Teilhard de Chardin s'est inspiré de la théorie transformiste de Charles Darwin pour bâtir une vaste épopée de la création de Dieu, sous l'action d'un Christ étendu aux dimensions cosmiques. Le Point Oméga, centre attractif de « tout ce qui monte », est à la fois présence immédiate et achèvement de toute l'activité de la nature dont l'homme est le sommet et la flèche. Sa pensée, à la fois informée des sciences physiques, biologiques et paléontologiques de son temps, se veut être une phénoménologie de l'homme.
- Le mathématicien et philosophe anglais Alfred North Whitehead, également scientifique, mathématicien de renom, a élaboré dans la seconde partie de sa vie une vaste cosmologie, qu'il appelle lui-même « philosophie de l'organisme »[4]. Dans son maître ouvrage Process and Reality, il fonde sa cosmologie sur une vision de Dieu à la fois évolutive, « panenthéiste » (c'est-à-dire Dieu naturellement présent au monde, tout en étant indépendant) et personnelle (quoique Alfred North Whitehead utilise le néologisme « superject » pour ne pas l'assimiler trop vite au sujet ou à la notion de personne). Alfred North Whitehead est à l'origine de la théologie du Process.
- Du côté de la théologie allemande, une mention particulière est à apporter à Jürgen Moltmann[4]. Théologien protestant, Jürgen Moltmann est connu par la « théologie de l'espérance » qu'il a écrite dans les années 1960, en réponse au « Le Principe espérance » d'Ernst Bloch. Engagé dans une profonde réflexion sur l'ensemble de la théologie (foncièrement œcuménique), Jürgen Moltmann a écrit un traité intitulé Dieu dans la création. Traité écologique de la création. Dans cet ouvrage, le théologien hambourgeois développe une théologie de la création, de l'avenir de l'humanité et de son environnement naturel et de l'homme à l'image de Dieu dans un contexte résolument trinitaire.

D'autres théologiens se risquent de plus en plus dans cette voie : on mentionnera par exemple Alexandre Ganoczy, auteur de Dieu, l'homme et la nature et de Dieu créateur, homme créateur, Jean-Michel Maldamé ou Karl Rahner, auteur d'un essai Sciences, évolution et pensée chrétienne dont il reprend des thèses dans sa vaste somme en douze tomes « écrits théologiques ».
Pour le théologien Jacques Arnould, l'époque moderne et le développement des sciences qui la caractérise n'ont pas conduit au déclin prédit par ceux qui souhaitaient la victoire de la raison humaine sur les mythes et les croyances religieuses[réf. nécessaire]. Sans doute, certaines des formes qu'elle a prises du XVIe siècle à nos jours sont-elles sujettes à critique, en particulier pour excès de concordisme, surtout avec la tradition judéo-chrétienne. La théologie naturelle n'en conserve pas moins la mission de penser le monde sans recourir a priori au Dieu créateur et d'offrir ainsi des bases solides au dialogue entre science et foi.

## Critiques de la théologie naturelle
Les idéaux de la théologie naturelle n'ont pas échappé à la critique. Beaucoup se sont opposés à l'idée de la théologie naturelle, mais certains philosophes ont eu une plus grande influence sur la population. Ces idéaux ont été largement discrédités sous l'influence de David Hume, Emmanuel Kant, Søren Kierkegaard et Charles Darwin. Les dogmatiques de l'Église de Karl Barth se sont également fortement opposés à l'ensemble de la théologie naturelle. 
Le Dialogue concernant la religion naturelle de David Hume a joué un rôle majeur dans la position de Hume sur la théologie naturelle. Les idées de Hume découlent fortement de l'idée de croyance naturelle. Il a été dit que "la doctrine de Hume sur la croyance naturelle permet que certaines croyances soient justifiées par tous les hommes sans tenir compte de la qualité des preuves qui peuvent être produites en leur faveur". Cependant, l'argument de Hume découle également de l'argument sur la conception. L'argument de la conception vient du fait que les gens sont étiquetés comme étant moralement bons ou mauvais. L'argument de Hume prétend que si nous nous limitons à l'idée du bien et du mal, nous devons également l'attribuer au concepteur. Hume déclare : "Je permettrai que la douleur ou la misère chez l'homme soit compatible avec une puissance et une bonté infinies dans la divinité... Une simple compatibilité possible n'est pas suffisante. Vous devez prouver ces attributs purs, non mélangés et incontrôlables...".  Hume défend l'idée d'une déité moralement parfaite et exige des preuves pour tout autre chose que cela . Les arguments de Hume contre la théologie naturelle ont eu une grande influence sur de nombreux philosophes .
Immanuel Kant et Søren Kierkegaard avaient tous deux des idéaux similaires en matière de théologie naturelle. Les idéaux de Kant se concentraient davantage sur le dialecte naturel de la raison tandis que Kierkegaard se concentrait davantage sur le dialecte de la compréhension. Les deux hommes suggèrent que "le dialecte naturel mène à la question de Dieu". Kant soutient fortement l'idée que la raison conduit aux idées de Dieu en tant que principe régulier, tandis que Kierkegaard soutient fortement que l'idée de compréhension conduira finalement à devenir la foi. Ces deux hommes affirment que l'idée de Dieu ne peut exister uniquement sur la base de la raison, que le dialecte et les idéaux se transcenderont en foi.
La critique de Charles Darwin sur cette théorie a eu un impact plus large sur les scientifiques et les roturiers. Les théories de Darwin ont montré que les humains et les animaux se sont développés par un processus évolutif. L'idée de ce processus soutenait qu'une réaction chimique se produisait, mais elle n'avait aucune influence de l'idée de Dieu.
Karl Barth s'est opposé à l'ensemble de la théologie naturelle. Barth a fait valoir que "en partant d'une telle expérience, plutôt que de la révélation gracieuse par Jésus-Christ, nous produisons un concept de Dieu qui est la projection du plus haut que nous connaissons, une construction de la pensée humaine, divorcée de l'histoire du salut". Barth soutient que Dieu est limité par la construction de la pensée humaine s'il est divorcé du salut. Barth reconnaît également que Dieu est bien informé grâce à sa grâce. L'argument de Barth découle de l'idée de foi plutôt que de raison.